# Теніс на візках на літніх Паралімпійських іграх 2016
Змагання з тенісу на візках на літніх Паралімпійських іграх 2016 року пройдуть з 7 по 18 вересня 2016 року.

## Класифікація спортсменів
Спортсмени були класифіковані на різні групи в залежності від ступеня інвалідності. Система класифікації дозволяє спортсменам з однаковими порушеннями конкурувати на рівних.

У тенісі на візках існує два класи спортсменів: Open та Quad.
Веслувальники класифікуються на такі групи:
- Open: спортсмени, які мають порушення роботи однієї або двох ніг, яке не впливає на роботу рук.
- Quad: спортсмени, які мають порушення роботи рук і ніг, що обмежують їх здатність впоратися з ракеткою і пересуватися на візку.

## Змагання
- Чоловіки-одиночки
- Чоловіки-пари
- Жінки-одиночки
- Жінки-пари
- Змішані одиночки
- Змішані пари

## Медальний залік
| Дисципліна | Золото | Срібло | Бронза |
| ---------- | ------ | ------ | ------ |
|            |        |        |        |